# Peter Reinhold
Pour les articles homonymes, voir Reinhold.
Peter Reinhold est un homme politique allemand, né le 1er décembre 1887 à Dresde (Royaume de Saxe) et mort le 1er avril 1955 à Capri (Italie).
Membre du Parti démocrate allemand (le DDP), il est ministère des Finances entre 1926 et 1927. 